# ادی گاربت
ادی گاربت (انگلیسی: Eddie Garbett؛ زادهٔ ۱۴ سپتامبر ۱۹۴۹) بازیکن فوتبال اهل بریتانیا است.
از باشگاه‌هایی که در آن بازی کرده‌است می‌توان به باشگاه فوتبال بارو اشاره کرد.